# Ringwall Koblenzer Dommelberg

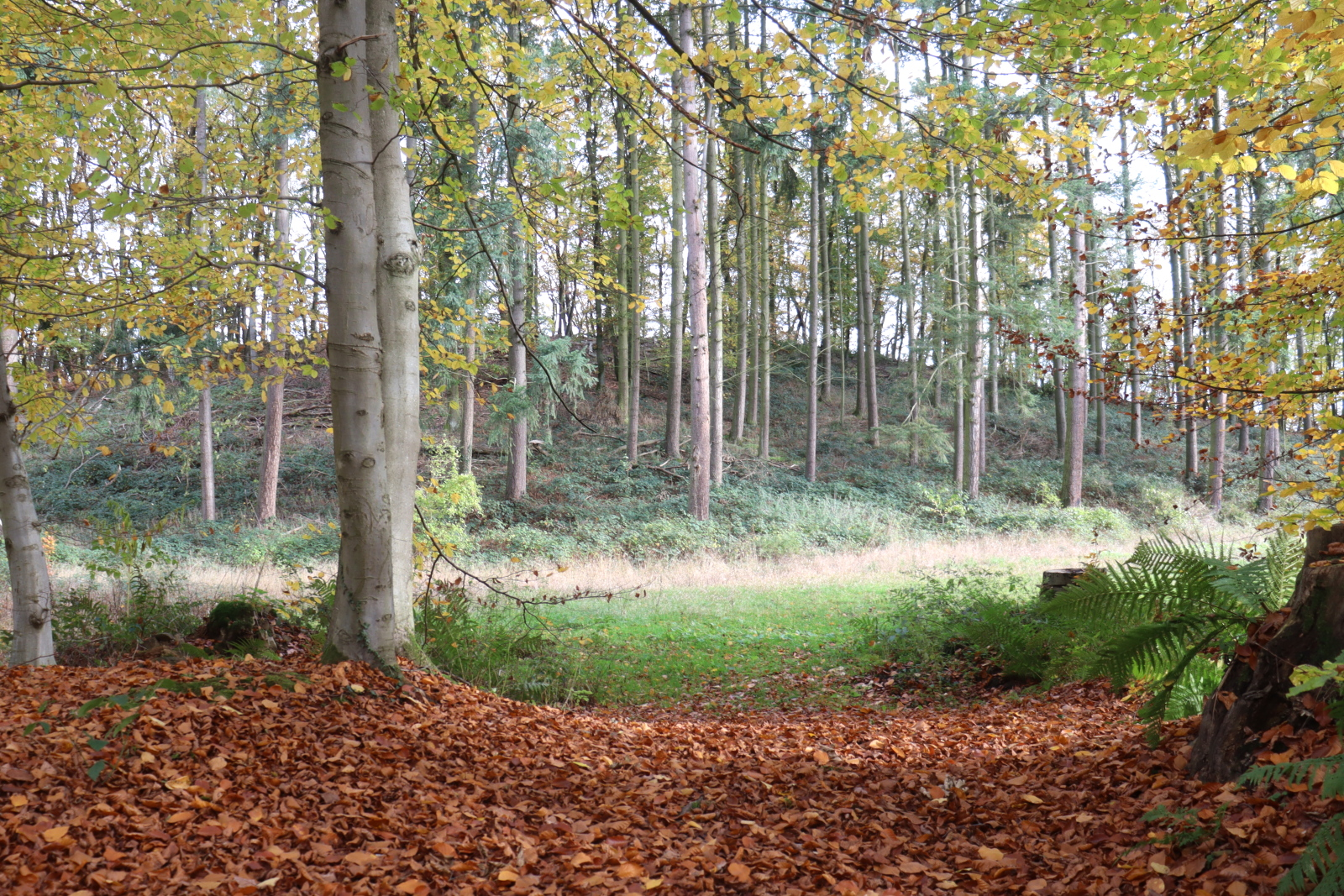
Blick auf die Südkuppe des Dommelbergs

Der Ringwall Koblenzer Dommelberg in Koblenz ist eine prähistorische keltische Befestigungsanlage, die im 11. Jahrhundert v. Chr. erbaut wurde. Die Gesamtanlage hat eine Ausdehnung von 400 × 800 m. Die Länge der Wälle und Gräben beträgt rund 1,5 km.

## Lage

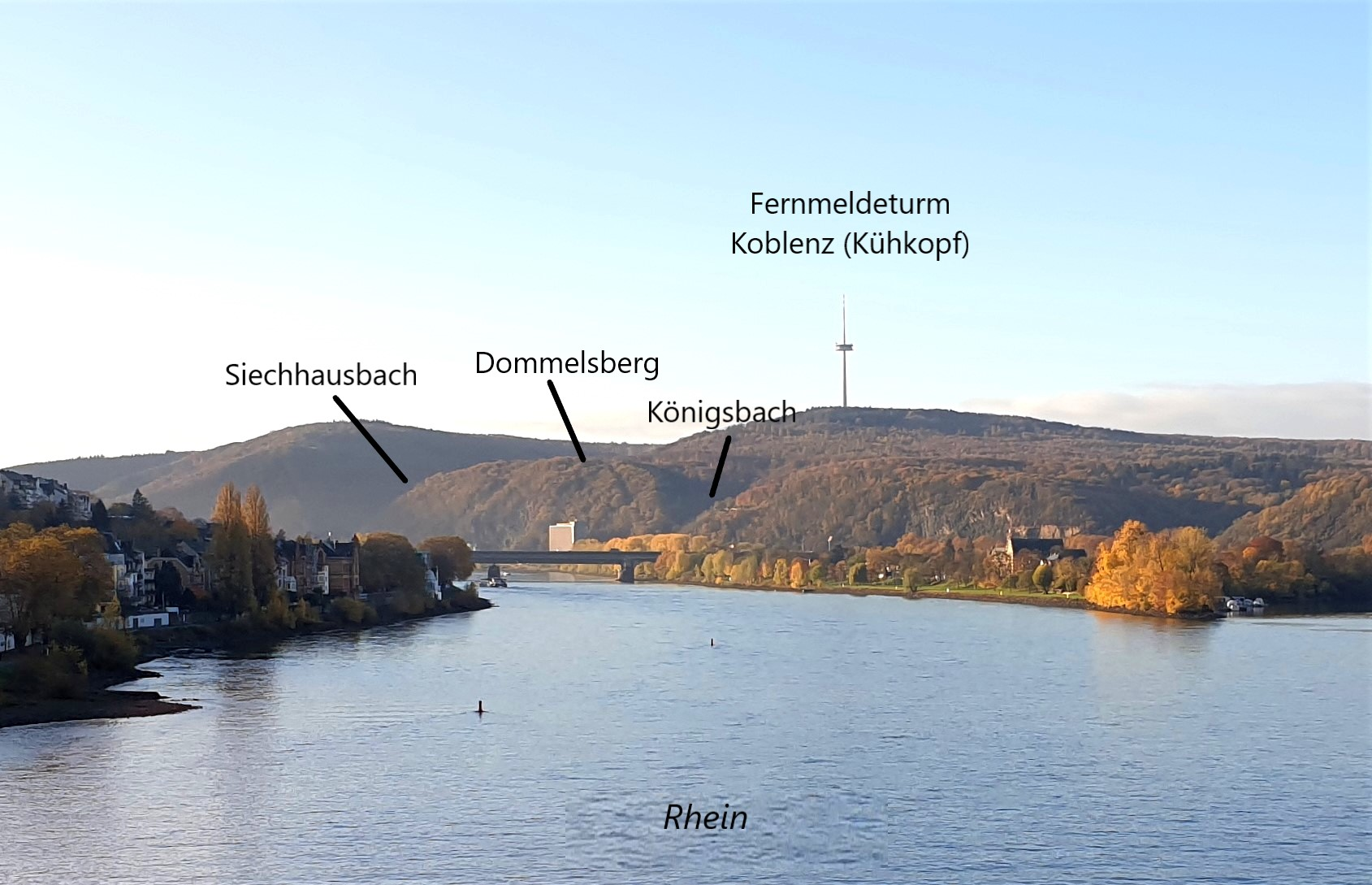
Der Dommelberg bei Koblenz zwischen den Tälern der Königsbach und des Siechhausbaches

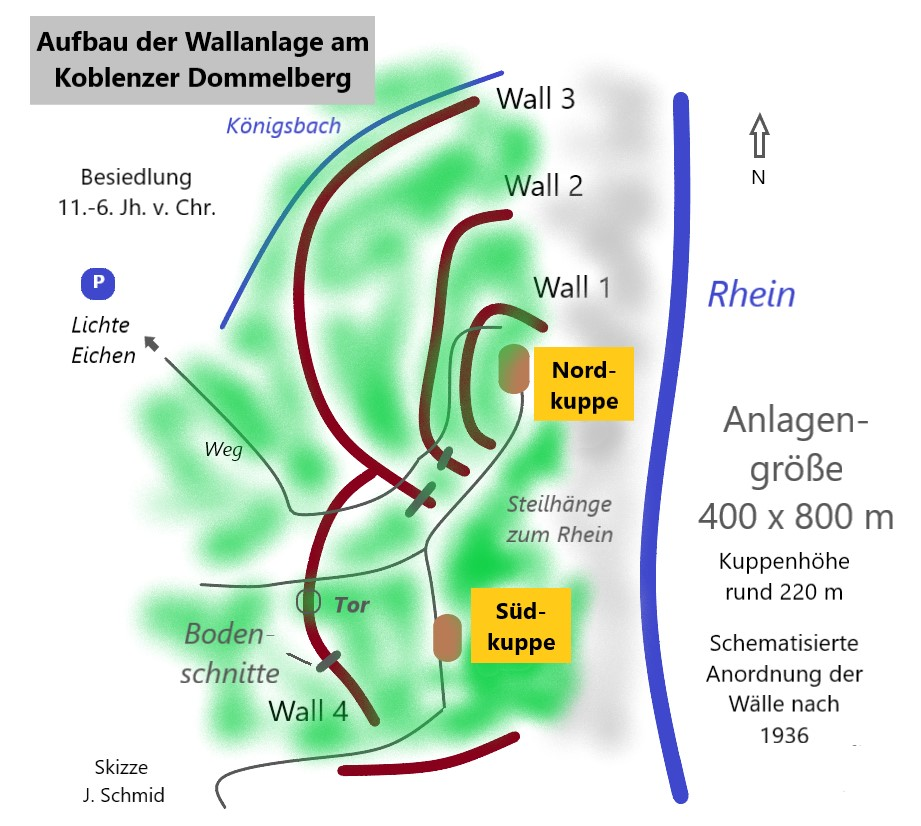
Aufbau der Wallanlage auf dem Dommelberg Koblenz mit vier Wällen

Die Befestigung befindet sich links des Rheins etwas unterhalb der rechtsrheinischen Lahnmündung südlich der Stadt Koblenz am Kühkopf im Koblenzer Stadtwald. Der Dommelberg mit seinen beiden in Nordsüdrichtung verlaufenden rund 200 m hohen Bergkuppen wird begrenzt durch zwei Bachtäler, in Richtung Koblenz durch das Tal des Königsbachs und in Richtung Boppard durch das Siechhausbachtal. Die Bäche münden in einem Abstand von rund 1 km in den Rhein. Von der Nordseite des Nordkuppenbereichs eröffnet sich von einem Aussichtspunkt ein weiter Blick rheinabwärts über Koblenz und das hier auslaufende Neuwieder Becken.

## Geschichte
Wie durch die Ausgrabungen des Landesmuseums Bonn 1936 ermittelt werden konnte, entstanden die vier ovalen Wallabschnitte wahrscheinlich in zwei Bauphasen. Die Wälle teilten sich auf die zwei Kuppen des Dommelbergs auf. Drei befinden sich aufeinanderfolgend zum Gipfelbereich im westlichen Hanggebiet der Nordkuppe. Ein einzelner Wall mit Eingangstor befand sich westlich der Südkuppe auf Höhe des unteren Walls der Nordkuppe und bildete eine Art Verlängerung desselben in Nordsüdrichtung. Er schloss ab im Bereich der Weidgenhöhe, auf der sich heute eine Schutzhütte mit weitem Panoramablick über das Rheintal bis hin zur Braubacher Marksburg bietet. Das untere Wallsystem an der Nord- und Südkuppe (Wall 3 und 4) bestand ursprünglich wohl nur aus einem Erdwall mit vorgelagertem Graben. In einer ersten Bauphase im 11. Jahrhundert v. Chr. (Urnenfelderkultur) wurde es mit einer Mauer ausgestattet. Eine zweite Bauphase deutet in die Zeit der Hunsrück-Eifel-Kultur ins 6.–5. Jahrhundert v. Chr. (späte Eisenzeit), wie ein Schnitt des Walls der Südkuppe erkennen ließ. Zur Rheinseite hin sind keine Wälle festgestellt worden. Die steil abfallenden Hänge boten mit ihren schwer überwindlichen Geröllhalden wohl genügend Schutz vor feindlichen Einfällen.
Ansichten Nordkuppe

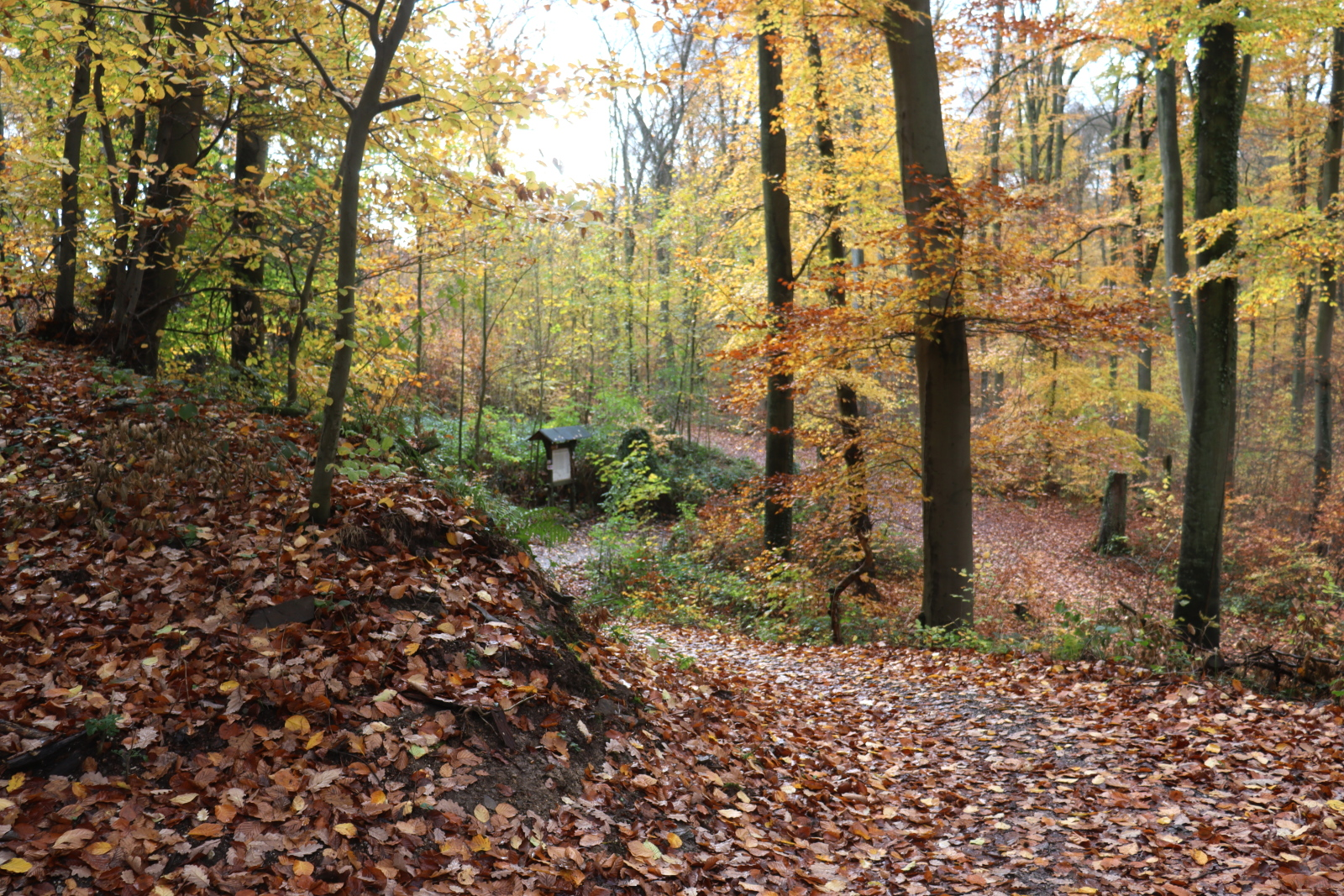
Wall 3 auf der Nordkuppe des Dommelbergs mit angeschnittener Südkante des Walls
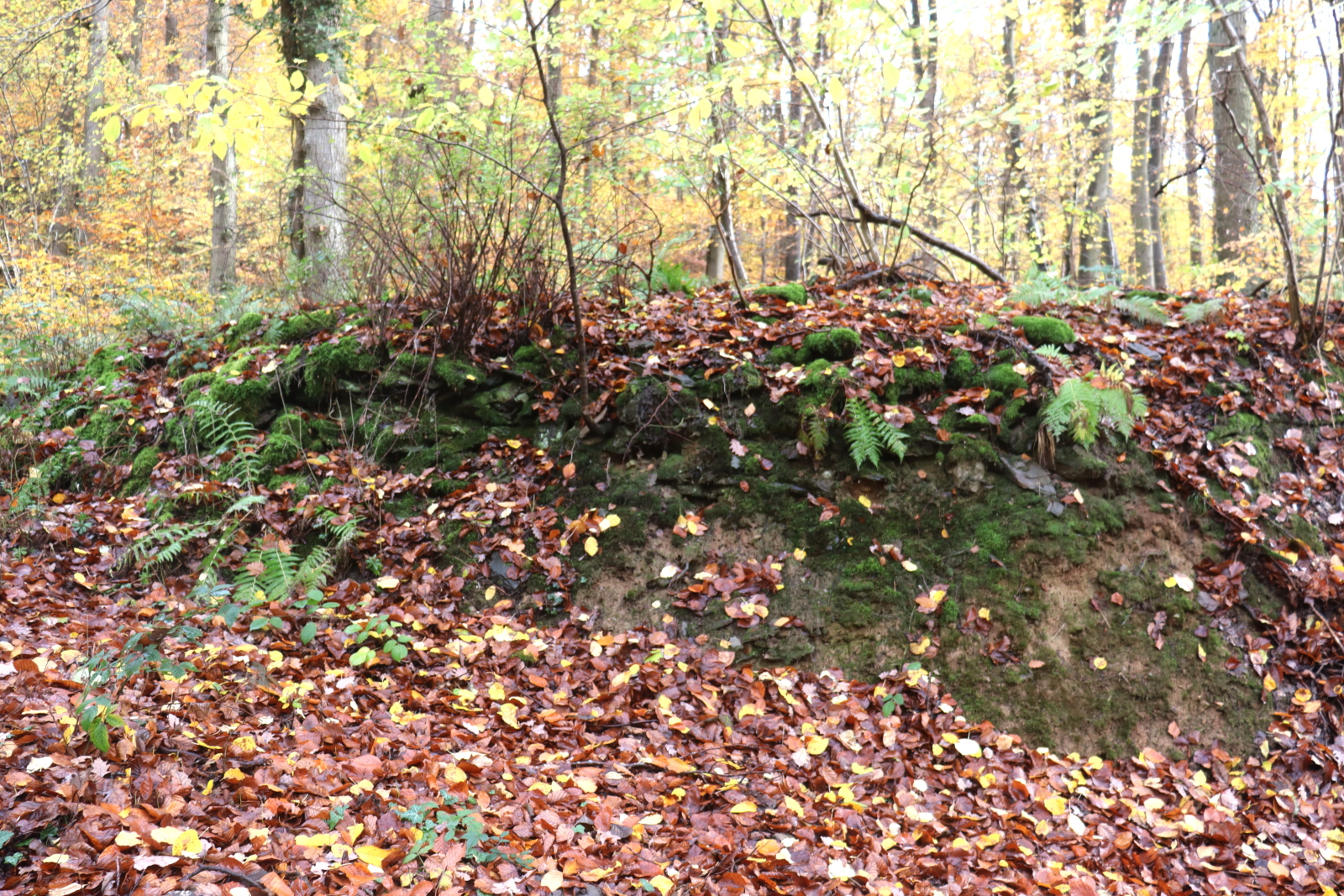
Anschnitt des Walls 3 unterhalb der Nordkuppe auf dem Dommelberg Koblenz
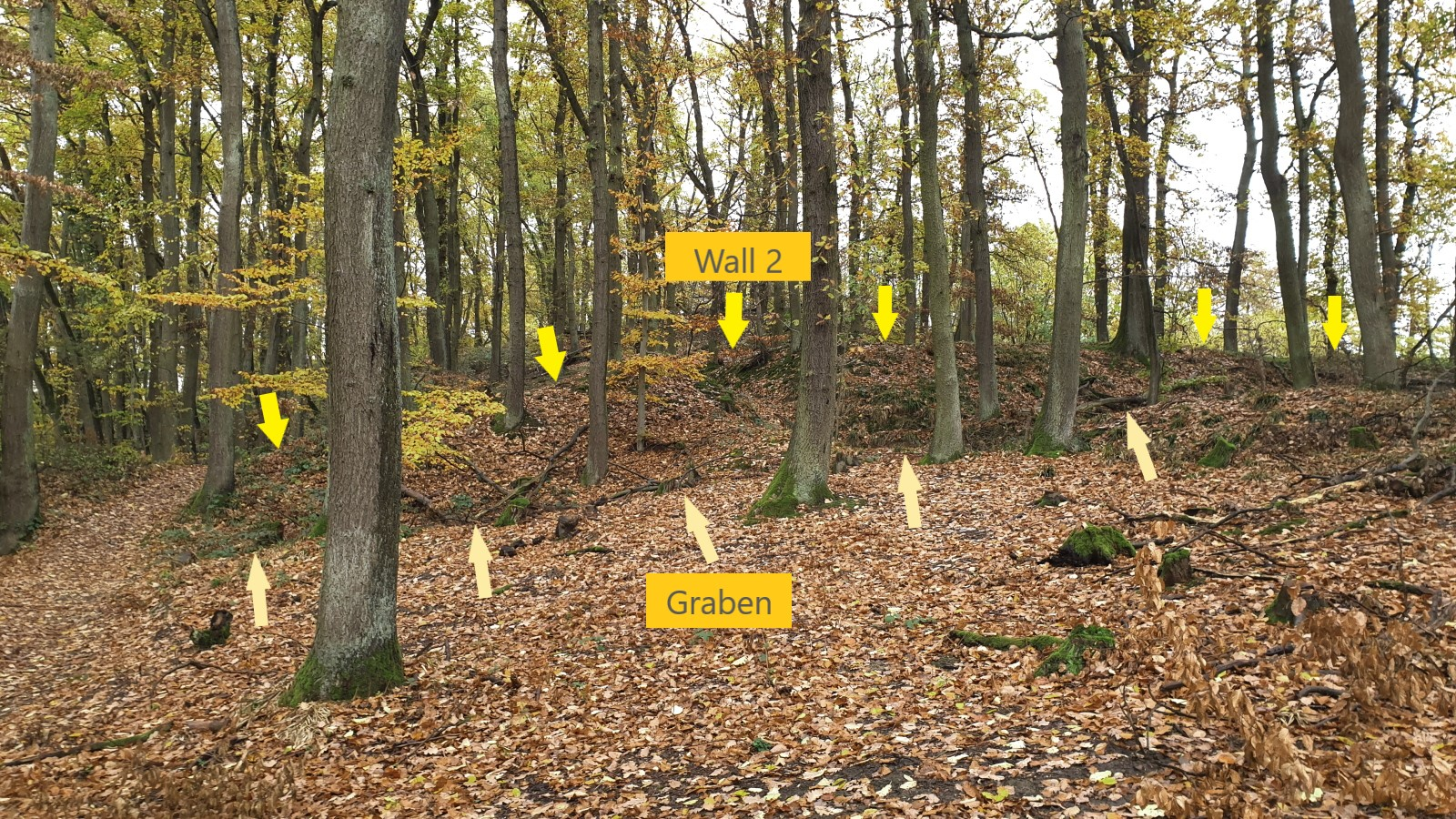
Wall 2 mit Vorgraben auf der Nordkuppe des Dommelberges
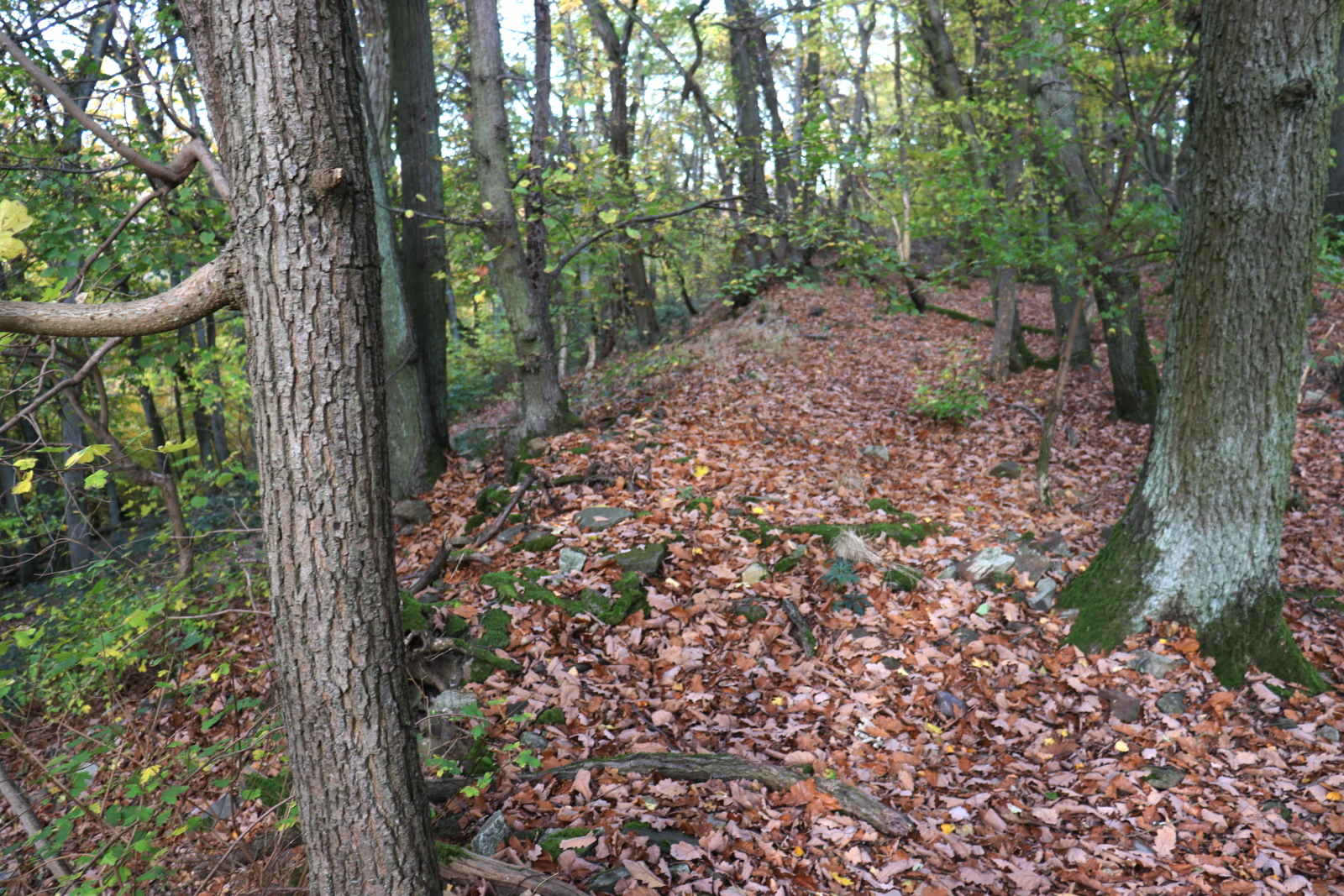
Westlicher Kantenbereich von Wall 1 am Koblenzer Dommelberg Blickrichtung Nord

Ansichten Südkuppe

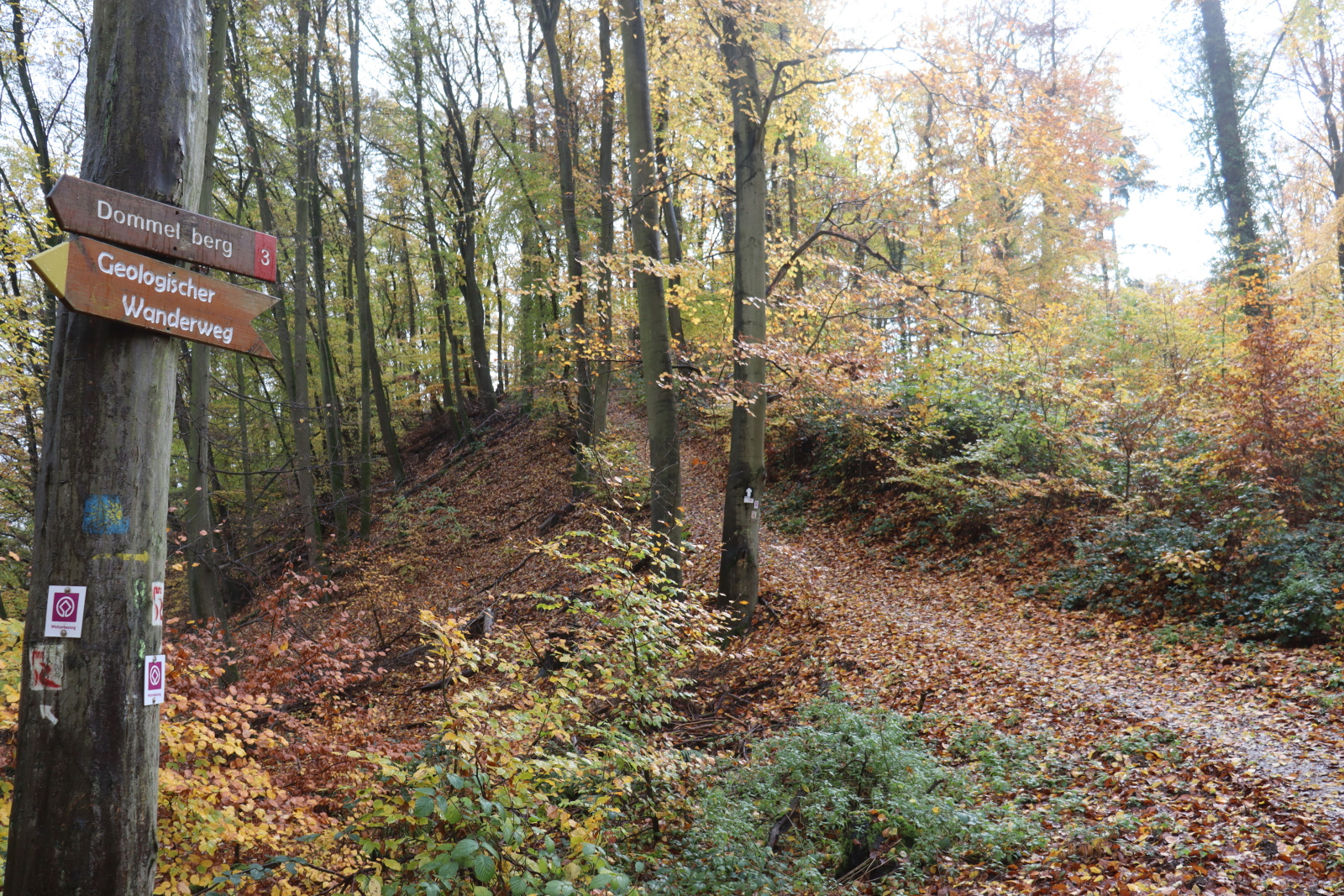
Nördlicher Aufgang zum Gipfelbereich der Südkuppe des Ringwalls am Dommelberg Koblenz
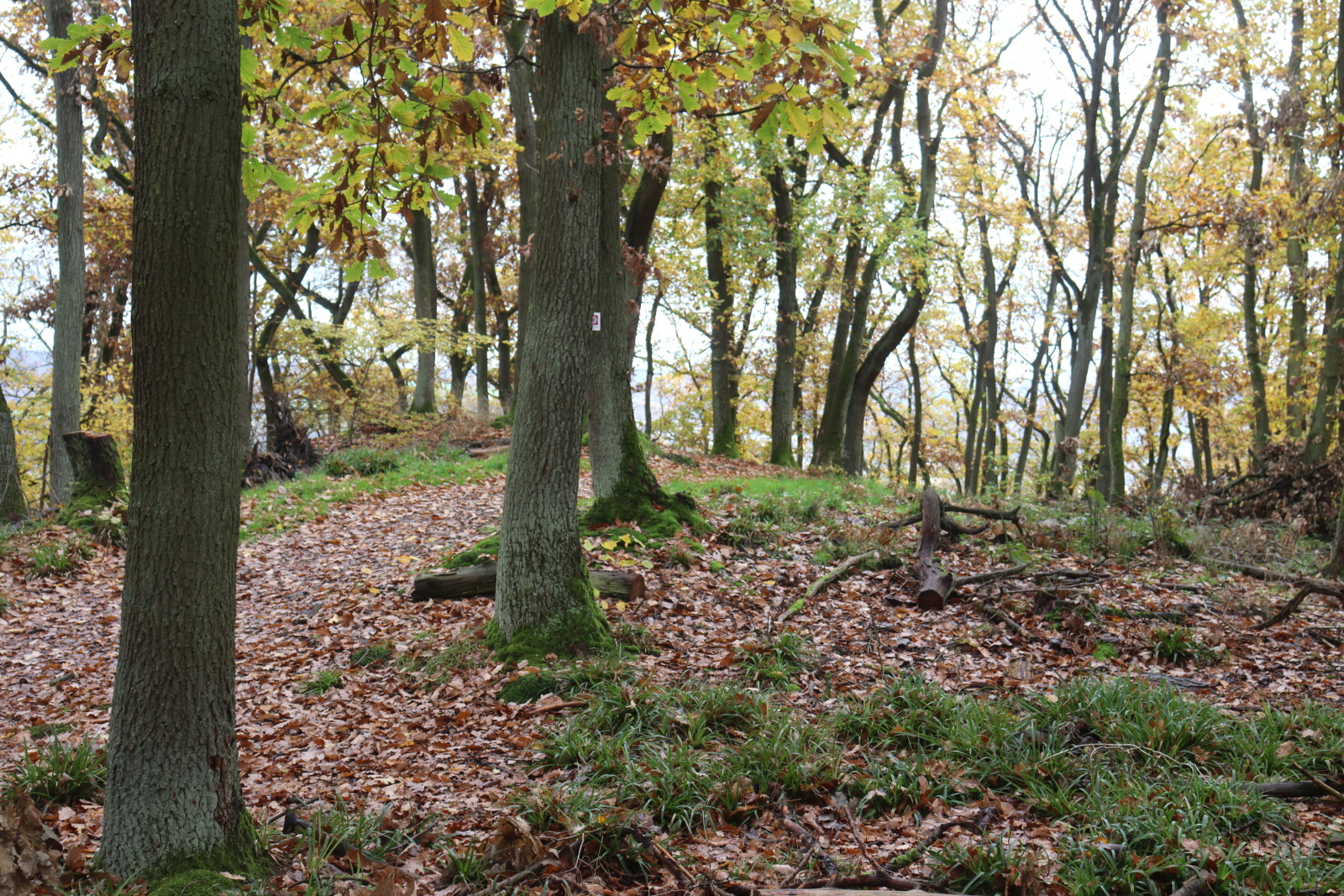
Gipfelbereich Südkuppe im Ringwall am Dommelberg Koblenz Blick Richtung Norden.
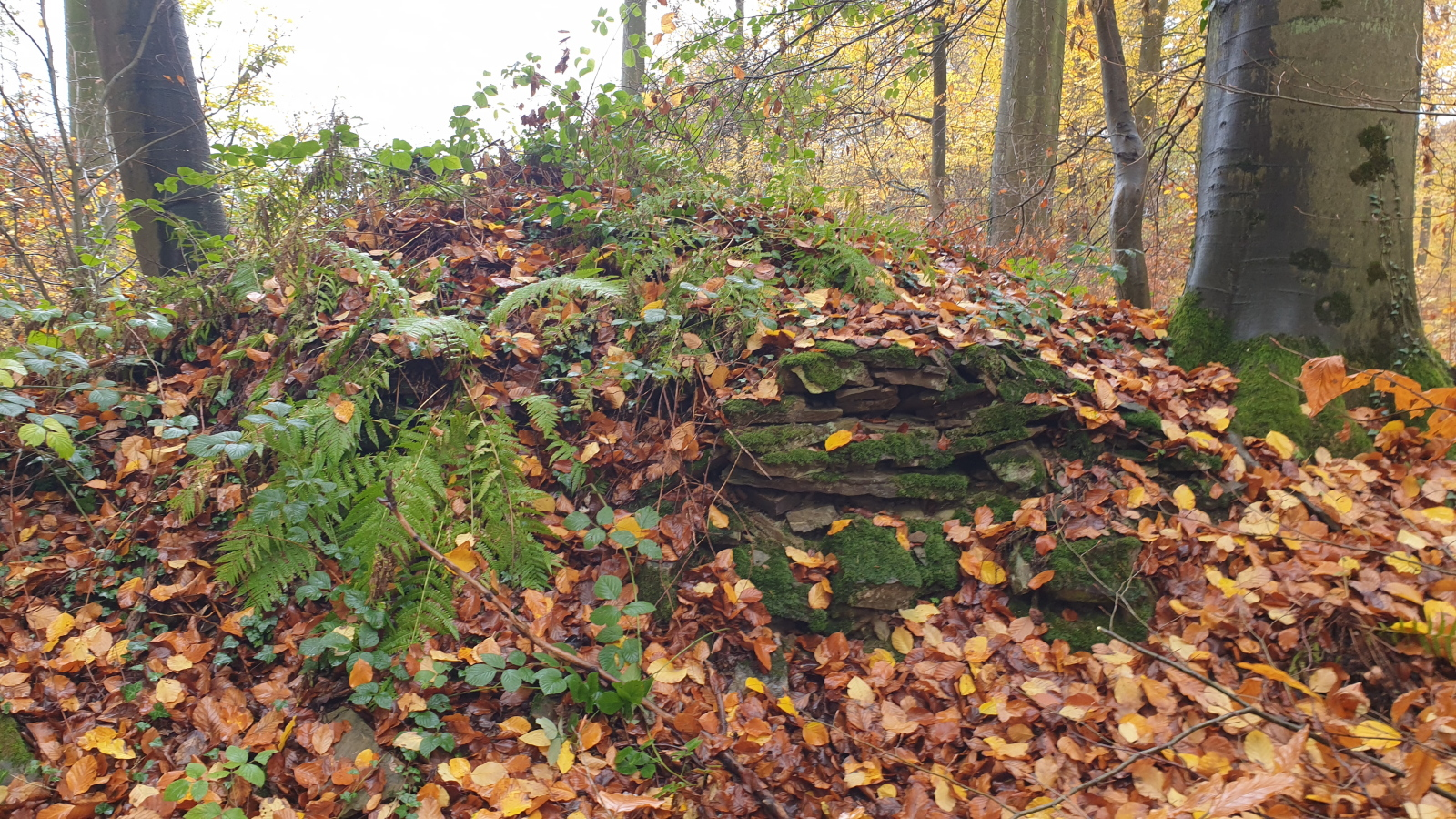
Grabungsschnitt durch einen Zwischenwall unterhalb der Südkuppe mit noch sichtbarem keltischen Mauerwerk
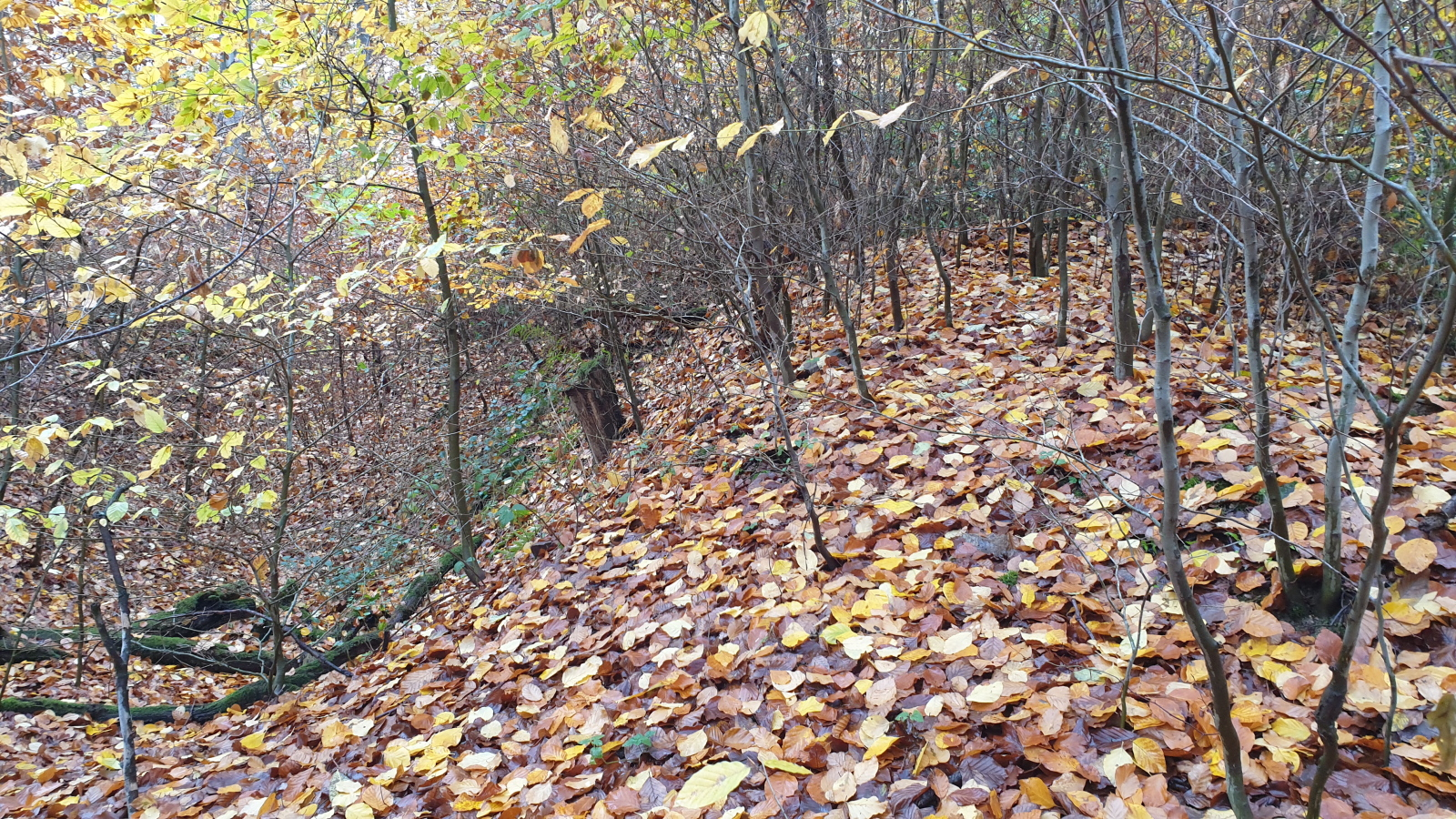
Wall 4 des Ringwalls Dommelberg Koblenz westlich der Südkuppe mit Vorgraben

### Erste Bauphase
Anlegung eines etwa 5 m tiefen und 7,5 m breiten Grabens, dessen Aushub den dahinter aufgeschütteten  Erdwall bildete. Seine Vorderfront wurde durch dicke Pfosten gehalten mit einer Steinpackung verkleidet (Schnitte südlicher Wall). Bauten an der Rückseite des Walls konnten nicht festgestellt werden. Es wird angenommen, dass die Befestigung nach und nach verfallen ist.

### Zweite Bauphase
In dem zugeschwemmten Graben der ersten Bauphase wurde ein etwa 1,5 m tiefer und 2,5 m breiter Graben angelegt und auf dem verfallenen Wall eine Trockenmauer aufgesetzt mit einer vermuteten Höhe von 3 m und einer Breite von 6 m. Sie bestand aus je einer „Futtermauer“ an der Vorder- und Rückfront dieser neuen Wallmauer. Diese waren sehr sorgfältig aus Bruchsteinen in Lehm gesetzt. Im Innern war die Mauer mit Schutt aufgefüllt. Hier  befanden sich noch Holzeinbauten, die auch in den inneren Bereich in die Mauerfronten hinein ragten, wie entsprechende Pfostenlöcher noch erkennen ließen. So wurde wohl für eine entsprechende Festigkeit und Stabilität gesorgt. Der Aufbau der Wehrmauern am Dommelberg folgte dem Grundprinzip der Pfostenschlitzmauer.

### Besiedlung
Uneinigkeit scheint darüber zu bestehen, ob die prähistorische Wallanlage innerhalb bestimmter Zeiträume dauerhaft besiedelt war. Der Historiker Hans Bellinghausen versuchte 1971 eine Antwort darauf zu geben, welchem Zweck die Anlage gedient haben könnte. Da die Form der Anlage durch berganstiegs- und Gefällsituationen seines Erachtens kein geeignetes großflächiges Siedlungsgelände bot und auch keine Spuren einer Besiedlung gefunden wurden, vermutete er, dass die Anlage lediglich als Fliehburg gedient hat, in der Menschen aus der nahen Umgebung bei Gefahr und in Kriegssituationen mit Hab und Gut und ihrem Vieh Schutz finden konnten. Er schloss aber auch nicht aus, dass es sich hier um ein „kultisches Zentrum“ gehandelt haben könnte. Der Prähistoriker Hans-Helmut Wegner ging 1999 in einer Publikation des Pädagogischen Zentrums Rheinland-Pfalz Bad Kreuznach davon aus, dass die Befestigung zeitweise dauerhaft bewohnt war, insbesondere ab dem 5. Jahrhundert v. Chr. Die Häuser hätten in kleinen Gruppen zusammengestanden, deren Pfosten zum Teil in den Felsen eingetieft waren. Auch kellerartige Vertiefungen wären im schiefrigen Felsen eingearbeitet.

### Verfall
Wie Befunde in den Wällen 1 bis 3 ergaben, wurde die Bergfeste zu Beginn des 5. Jahrhunderts v. Chr. gewaltsam zerstört und nicht wieder aufgebaut.(Hinweistafel). Es wird vermutet, dass die Zerstörung dieser Höhensiedlung mit kriegerischen Auseinandersetzungen zusammen hing. Die in der südlichen Mauer festgestellte Toranlage ließ einen 2 m breiten Durchgangsbereich frei und führte innerhalb des Wallbereichs durch zwei Pfostenreihen, welche die Torwangen bildeten, wie sich im Fundament des Torbereichs noch feststellen ließ. Viele verschlackte Steine weisen auf eine gewaltsame Zerstörung des Tores durch einen Brand hin.

## Bedeutung
Der Historiker Hans Bellinghausen sah 1971 die Befestigungsanlage auf dem Dommelberg als das bedeutendste prähistorische Denkmal von Koblenz. Der Prähistoriker Hans-Helmut Wegner betonte 1999 die überregionale Bedeutung der Anlage als besonderes archäologisches Denkmal.